# 木器

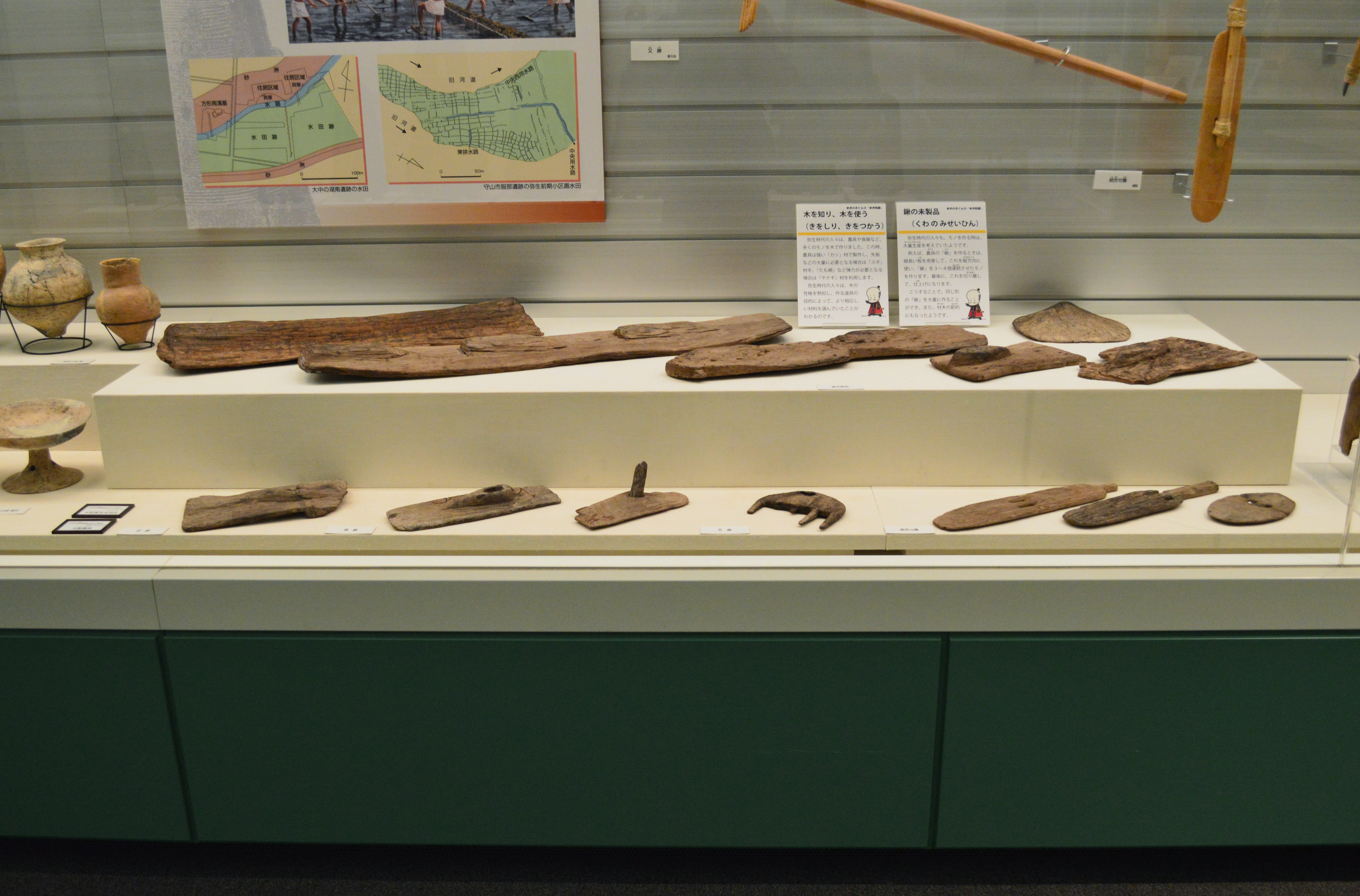
大中の湖南遺跡（滋賀県近江八幡市）出土木製品（農具など）。

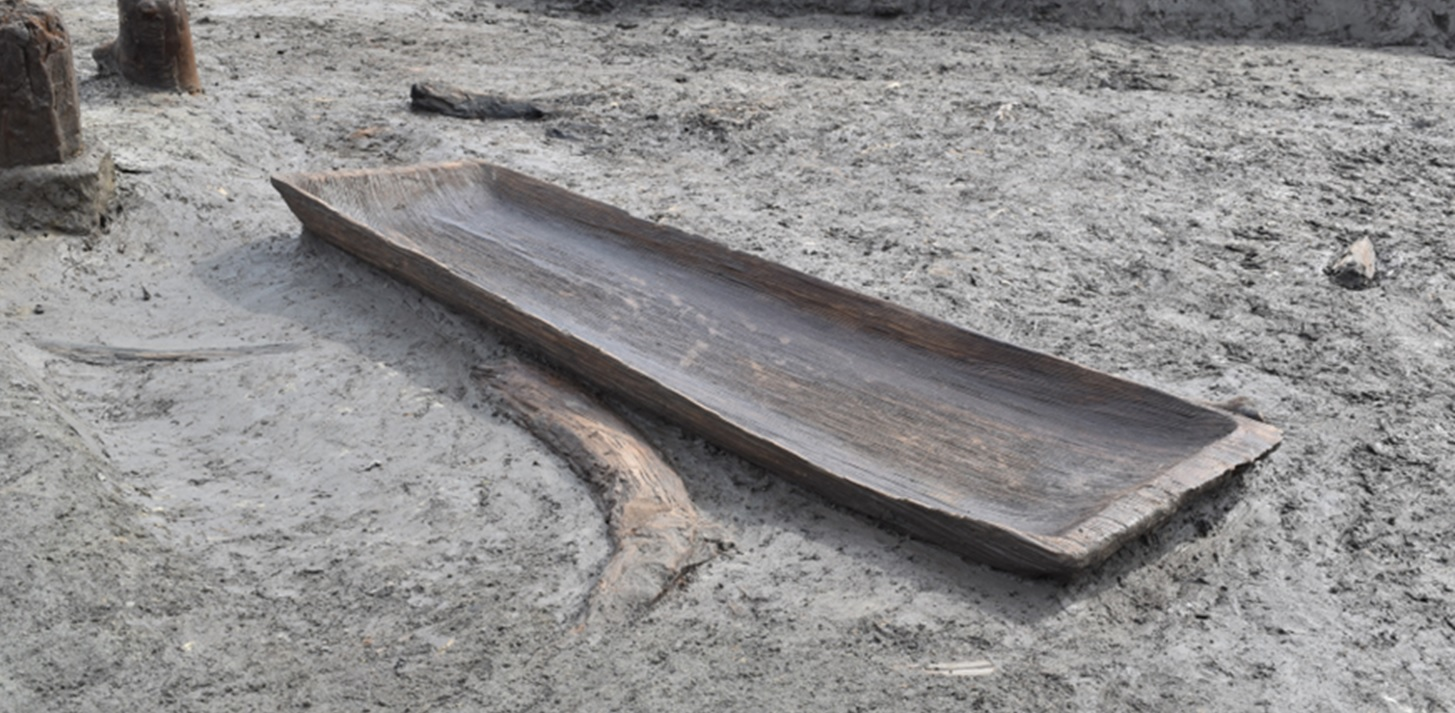
糞置遺跡（福井県福井市）における木製品の出土状況。

木器（もっき）とは、木を加工して作った道具・器具の類を指す。木製品（もくせいひん）とも呼ぶが、狭義として木製品のうち農具・武具・容器の類に限定して木器と呼ぶ場合もある。学術的には、石器・土器・骨角器との対比を目的として用いられることが多い。

## 概要
人類にとって木はもっとも身近に存在した自然の材料の1つであったことから、木の棒をそのまま使うことが人類誕生期から行われており、後にこれを加工して適切な形として道具として用いるようになったと考えられている。ただし、木などの有機物は破損や腐敗などによって長期間保存が難しく、極度の乾燥あるいは炭化状態であるなど限定された条件でのみ出土されるため、その歴史的な古さに対して考古学的な発見は少なくかつ完全な形で発見されるものは少ない。また仮に出土した場合でも破片などの形で見つかる場合が多く、一緒に土器などの年代的な特徴を持つ物が出土されたり、発見された土層（地層）の年代が明らかな場合でなければ、出土物の使用年代を特定するのが困難である。

## ヨーロッパ大陸の木器
ヨーロッパ大陸では前期旧石器時代の木製の槍などが出土しており、またこの時代のものと考えられる石器の中には木の棒や木片と結びつけて使用可能な加工が施されているものがある。こうした木器あるいはその使用を裏付ける出土物は後期旧石器時代にかけて次第に増加していく。
なお、オーストリアの考古学者オスヴァルト・メンギーン（de）は、旧石器時代の前に石や骨角を全く持たない・木器文化（Holzkultur）の時代が存在したと唱えている。石器時代以前にこうした時代が存在したという仮説は理論的には成立しうるものの、実際の考古学の研究においてはアウストラロピテクスなどの段階においても加工以前あるいは簡単な加工を施した石や骨角が使われていたことが確認されており、木器単独の文化としての木器文化の存在については疑問視されている。

## 日本列島の木器
日本列島においては長く旧石器時代に遡る木器の遺物は出土しなかったが、1980年に明石原人の検証のためにその化石が発掘されたとされている兵庫県明石市の西八木海岸の発掘調査を行ったところ、今から6万年前前後と推定される土層から人為的な加工が施された木片が発掘され、これが日本最古の木器であると考えられている。縄文時代に入ると、1926年に日本で最古の木器が発見された青森県の是川遺跡をはじめ、千葉県加茂遺跡などからは丸木舟が、青森県亀ヶ岡遺跡・埼玉県真福寺遺跡などからは容器や弓矢などが出土するなど日本全国から出土している。また、製材過程を示す遺跡が少ないことから、丸木材1つから石器を用いて製品1つを作り出していったと考えられている。
弥生時代に入ると、奈良県唐古遺跡や静岡県登呂遺跡に代表されるような水田の杭・矢板・高床倉庫などに用いる建築材・田舟・鍬・鋤などの農具（海岸部の遺跡では漁具なども）など各種の木器が作られるようになった。また、加工に金属器が用いられるようになり、製品に応じた材料選択（樹種選定体系）や一旦製材を行って板や割材から複数の製品を作る技術が確立した。『三国志』魏書の東夷伝には、東夷の民族が木などを用いて作った弓矢を魏に朝貢した事が記されており、「魏志倭人伝」の名で知られているその一節にも卑弥呼が魏に朝貢したものの中に木弣短弓（もくふたんきゅう）と矢が含まれている。古墳時代には古墳の墳丘上や周濠の墳丘裾側水際などに木製樹物（もくせいたてもの）と呼ばれる笠や盾などの木製品が配列された（これは土器における埴輪に相当する）。古墳時代から奈良時代にかけて木器の分化が一層進み、曲物の技術が確立されるようになり、刳物、挽物、曲物、指物からなる木製容器の基本4種が成立した。また、分野も祭祀・文房具・遊戯具などに広がった。この頃になると、木取りの技術が広まって建築物の柱として従来のクリやコナラ類などの落葉広葉樹材から、スギやヒノキなどの針葉樹材へと代わっていく。
律令国家において、宮中における木器（指物・曲物）・土器を扱う筥陶司（後に大膳職に統合）と内蔵寮並び挽物を扱う木工寮が設置されていた。これらの官司には宮中の供御や神事に用いる木器を製作して一部は造寺司にも回されていたが、他に摂津国から調として食器などの貢納を受けるなど全ての需要を満たすわけでは無かった。地方の国衙にも木器を生産する部署は存在していたが同じように全ての需要を満たすものではなく、不足した分は民間から調達していたと考えられている。
中世に入ると挽物や桶などの製造技術に発展が見られ、新たに結物が作られて樽や桶などに用いられるようになった。結物は醸造業の発展を製造・流通の両面から支え、生活用品としても欠かせない存在となった。また、喫茶の隆盛して江戸時代には一般にも普及するのに伴って茶櫃・茶筒・茶盆・茶卓などの新たな木器が製作されるようになった。こうした様々な木器・木製品（紙などの派生物を含めて）の普及・発展によって、日本文化が「木の文化」と称される所以となった。

## 主な木器
本節では主として日本の歴史上用いられた木器・木製品を中心に取り上げる。
- 農工具
  - 鍬
  - 鋤
  - 田下駄
  - 臼
  - 杵
  - 工具柄
- 漁労具
  - 網枠
  - 筌
- 運搬具
  - 舟
  - 櫂
  - 橇
  - 背負子
- 紡織具
  - 糸巻
  - 織機
- 服飾・装身具
  - 下駄
  - 木沓
  - 櫛
- 武器類
  - 弓
  - 矢
  - 刀装具
  - 矢板
- 葬祭・祭祀具
  - 棺
  - 形代
  - 木偶
  - 楽器
- 遊戯類
  - 独楽
  - 将棋
  - 琴
  - 笛
- 調度具
  - 机
  - 腰掛
- 建築材
  - 柱
  - 礎板
  - 梯子
- 容器類
  - 刳物
  - 挽物
  - 曲物
  - 指物
  - 結物
  - 桶
  - 樽
  - 櫃
- 食膳具
  - 箸
  - 匙
  - 俎板
  - 柄杓
  - 箸
  - 椀
  - 鉢
  - 皿
  - 重箱
  - 重箱
  - 行器
  - 折櫃
  - 破籠
  - 食籠